# Sue Foley
Suda Foley (Ottawa, Ontario, 29 de marzo de 1968) es una guitarrista y cantante de blues rock canadiense.

## Biografía
De niña, Sue Foley canta con su padre, aficionado a música céltica. Recibe su primera guitarra a los 13 años. A los 15 años, se perfecciona con Tony D, después intenta tocar Punk-rock antes de volverse hacia el blues, después de haber oído a Angela Strehli. En 1991, Clifford Antone la oye y le propone grabar. Ella se traslada enseguida a Austin donde se queda cerca de siete años y graba cuatro álbumes bajo el sello Antone's Récords. Entonces toca regularmente y hace las primeras partes de artistas como Buddy Guy, Tom Petty, George Thorogood, Joe Cocker o Koko Taylor. En 1997, tiene un hijo y vuelve a Canadá.
En 2000, Sue Foley recibe el Juno Award. En 2001, emprendió la tarea de entrevistar mujeres guitarristas con vistas a editar un libro sobre su historia. El proyecto, llamado « Guitar Woman », puede ser seguido sobre el website que tiene dedicado.

## Discografía

### Álbumes personales
- 1992 - Young Girl Blues
- 1994 - Without ha Warning
- 1995 - Big City Blues
- 1996 - Walk in the Sun
- 1998 - Ten Days in November
- 2000 - Love Comin' Down
- 2000 - Back to the Blues
- 2002 - Where the Acción Is
- 2004 - Change
- 2006 - New Used Car
- 2007 - Time Bomb (con Deborah Coleman & Roxanne Potvin)
- 2010 - He Said She Said (con Peter Karp)
- 2012 - Beyond the Crossroads (con Peter Karp)

### Contribuciones a otros álbumes
- 2002 The Blues: From Yesterday's Masters to Today's Cutting Edge (Schanachie, American Roots Songbook)[1]
- 2006 Saturday Night Blues: 20 Years (CBC/Universal Music Group)[2]

## Filmografía
- 2010 - Sue Foley - Guitar Woman (Alfred's Artist Series Instructional DVD)
- "2005"- "Sue Foley-Live in Europe" Ruf Records (Europe/USA